# 川崎太一
川崎 太一（かわさき たいち、1999年9月25日 - ）は、日本のモデル。東京都出身。株式会社クリエートジャパンエージェンシー所属。芸能事務所株式会社オフィスベアと業務提携。

## 人物
1歳の時にモデルデビュー。
アイドルグループ「DeJave」を2021年
11月14日卒業。

## 出演

### ドラマ
- 「受験のシンデレラ」（2016年、NHK-BSプレミアム）
- 「私結婚できないんじゃなくて、しないんです」（2016年、TBS）
- 「スノードロップ」（2016年、日大制作）
- 「オーマイゴット」（2016年、日大制作）

### 映画
- 「僕だけの宿題」（2011年）
- 「金メダル男」陸上部員役（2016年）

### 舞台
- 「蒼い季節」（2016年）

### TV-CM
- タカラトミー「トミカ」/中央出版/HACHＥTTE「ｱｰｻｰが教えるからだのふしぎ」/マイカル「SATY大創業祭」/マクドナルド「ハッピーセット」
- コジマ/石丸電気「グランドオープンセール」/興和新薬「ウナコーワ」

### PV
- 関ジャニ∞「侍唄‐おかえり篇」
- 平川大輔「贅沢な朝」
- 上白石萌音 ｢I'll be there｣